# Epitausa lamida
Epitausa lamida là một loài bướm đêm trong họ Erebidae.